# Pułk Lekki Hetmana Wielkiego Koronnego
Pułk Lekki Hetmana Wielkiego Koronnego – oddział jazdy Armii Koronnej.
Sformowany na podstawie komputu koronnego uchwalonego przez sejm w 1699 roku.

## Struktura organizacyjna
Pancerni
- jedna chorągiew – 100 koni
- jedna chorągiew – 30 koni

Jazda lekka
- jedna chorągiew – 60 koni
- jedna chorągiew – 50 koni
- sześć chorągwi po 40 koni

Razem w pułku: 10 chorągwi − 480 koni